# Pochotita, Jalisco
Pochotita är en ort i Mexiko.   Den ligger i kommunen Mezquitic och delstaten Jalisco, i den centrala delen av landet, 600 km nordväst om huvudstaden Mexico City. Pochotita ligger 687 meter över havet och antalet invånare är 211.
Terrängen runt Pochotita är varierad. Pochotita ligger nere i en dal. Runt Pochotita är det mycket glesbefolkat, med 4 invånare per kvadratkilometer. Närmaste större samhälle är San Andrés Cohamiata, 15,8 km sydväst om Pochotita. I omgivningarna runt Pochotita växer huvudsakligen savannskog.